# Цвета богослужебных облачений

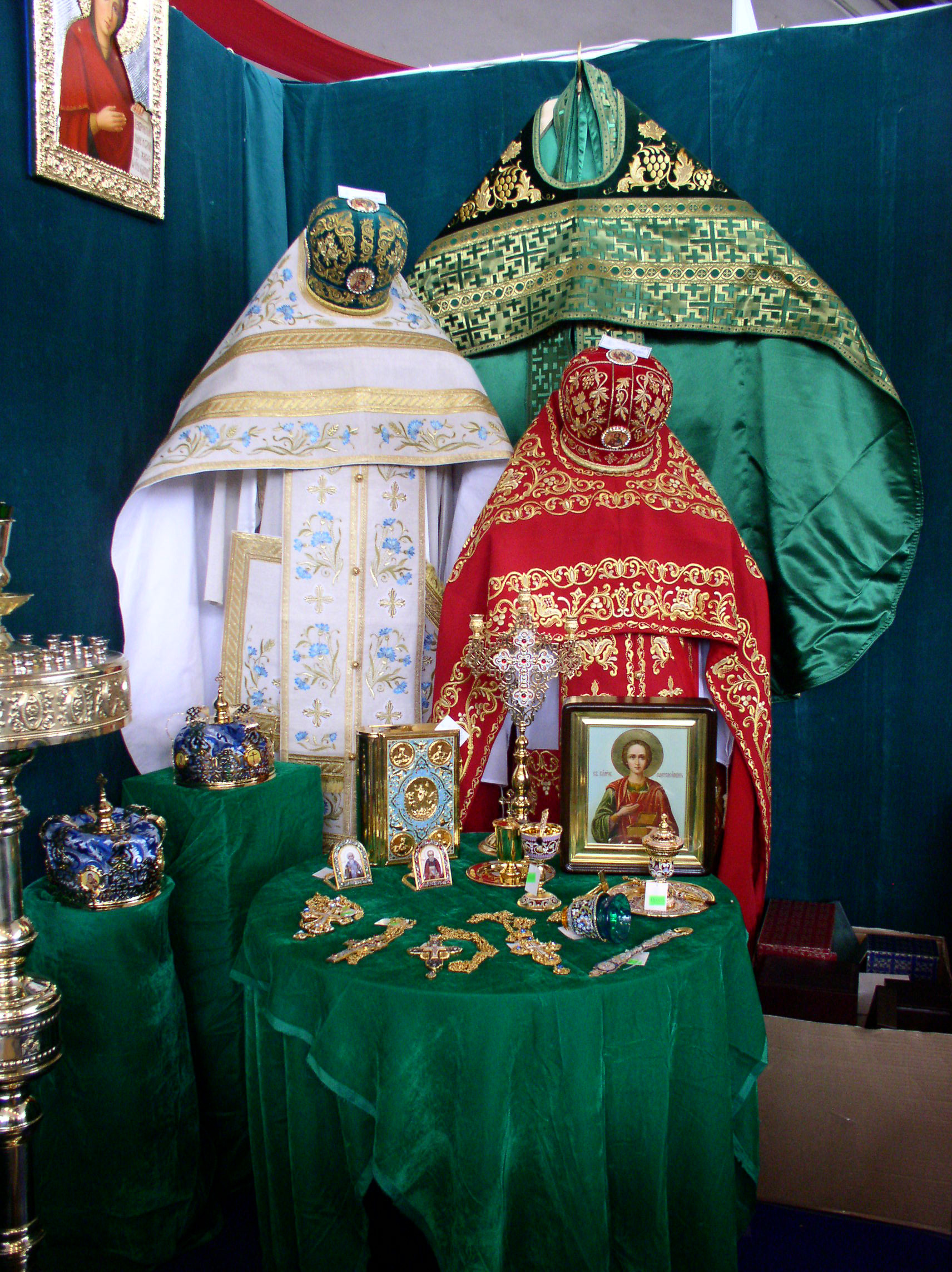
Православные богослужебные облачения

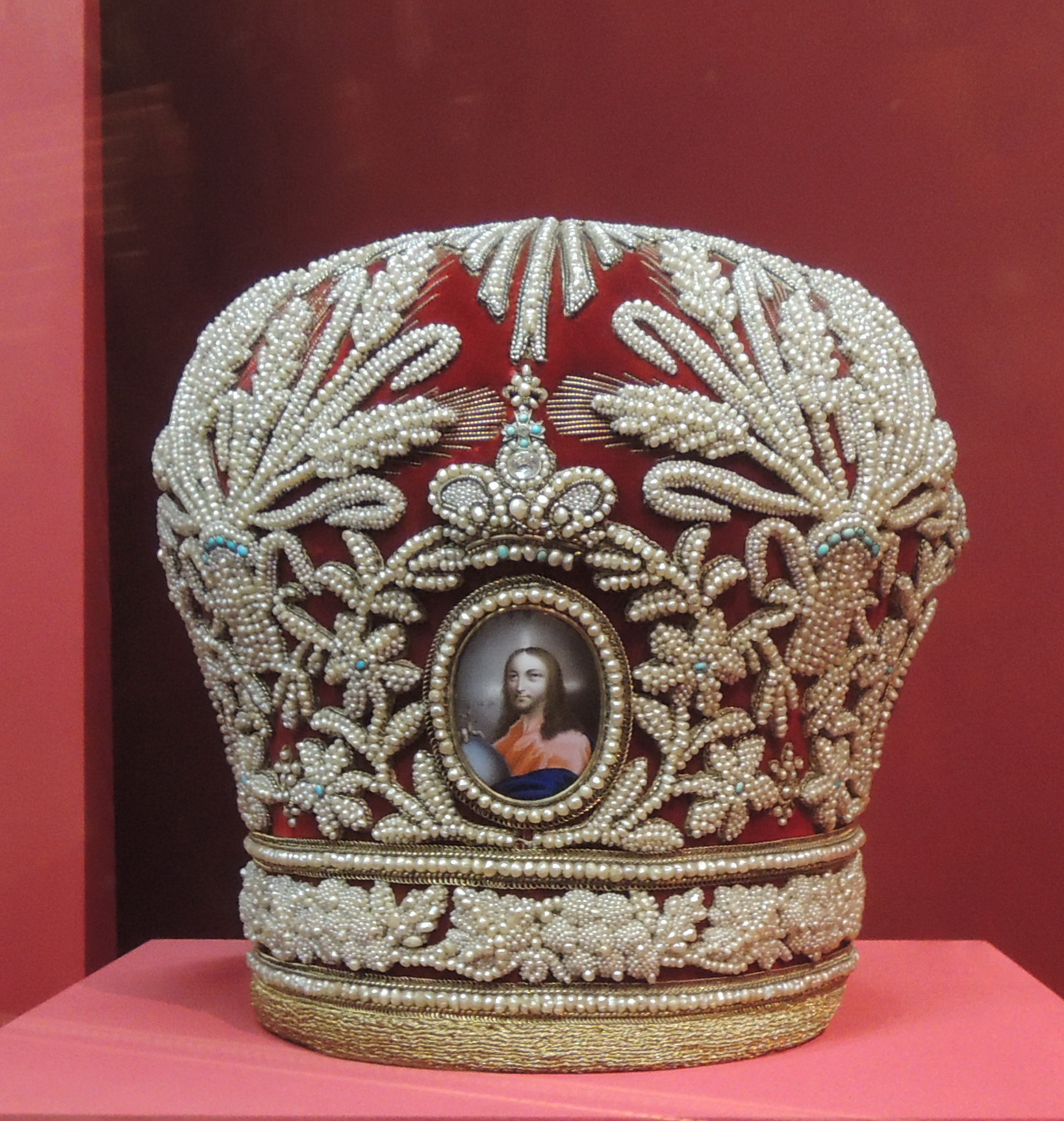
Митра из Успенского Собора Кремля

Цвета богослужебных облачений в Православной церкви — цветовая гамма облачений священно- и церковнослужителей, а также одежд престола, жертвенника, завесы, аналоев, возду́ха, покровцов и закладки в напрестольном Евангелии. Используемые цвета символизируют духовные значения празднуемых событий.
У некоторых прихожан православных храмов бывает традиция надевать одежду соответствующего цвета (особенно это касается женских платков), а также накрывать дома полочку красного угла платком соответствующего цвета.

## Символика
Литургическая литература не содержит разъяснений о символике используемых цветов, а иконописные подлинники только указывают, какой цвет надо употреблять при написании одежд того или иного святого, но не объясняют, почему. Символику цветов можно определить, основываясь на ряде указаний Ветхого и Нового Заветов, толкованиях Иоанна Дамаскина, творениях Псевдо-Дионисия Ареопагита, а также деяний Вселенских и Поместных Соборов.
Сложившийся канон цветов богослужебных облачений состоит из белого цвета (символизирует божественный нетварный свет), семи основных цветов спектра солнечного света, из которых состоит белый цвет (во исполнение слов Иоанна Богослова — «на престоле был Сидящий… и радуга вокруг престола» (Откр. 4:3-4), а также чёрного цвета (символизирует отсутствие света, небытие, смерть, траур или, наоборот, отречение от мирской суеты).

## Использование цветов
| Цвет                                                          | Группа праздников, событий, дней памяти | Что символизирует | Примечание |
| ------------------------------------------------------------- | --- | --- | --- |
| Золотой (жёлтый) всех оттенков                                | Дни памяти пророков, апостолов, святителей, равноапостольных, прочих служителей Церкви, а также благоверных царей и князей                                                    | Царский цвет | Золотые ризы используются на воскресных богослужениях, а также в большинство дней года, если нет других предписаний |
| Белый                                                         | Пасха и праздники Рождества Христова, Богоявления, Сретения, Преображения и Вознесения, на Лазареву субботу, Небесных Сил бесплотных, Собор Архангела Михаила                 | Божественный свет | Белые ризы используются при совершении Таинства Крещения, Венчания и на заупокойных богослужениях, а также при облачении новопоставленного в священный сан |
| Голубой                                                       | Богородичные праздники (Благовещение, Ризоположение, Успение, Рождество Пресвятой Богородицы, Покров, Введение во храм, дни памяти Богородичных икон)                         | Высшая чистота и непорочность | Голубой цвет имеют мантии митрополитов. Может иметь оттенки вплоть до синего |
| Фиолетовый, тёмно-красный                                     | Праздники Животворящего Креста Господня (Крестопоклонная неделя Великого поста, Происхождение честных древ Животворящего Креста, Воздвижение) и воскресные дни Великого поста | Крестные страдания Христа | Фиолетовый, тёмно-красный цвет имеют епископские и архиепископские мантии, а также наградные скуфии и камилавки. Может иметь оттенки, вплоть до красного |
| Красный                                                       | Пасха, дни памяти мучеников | Цвет крови, которую пролил за нас Христос, или мученической крови. Также символизирует римский государственный красный цвет, означающий красную мантию Константина Великого, который был председателем Первого Вселенского Собора, постановившего праздновать Пасху по Александрийскому методу, наиболее точно передающего временные циклы со времени жизни Христа | Пасхальное богослужение начинается в белых облачениях, символизирующих свет, воссиявший от гроба Господа Иисуса Христа при Его Воскресении |
| Зелёный                                                       | Праздники и дни памяти преподобных, подвижников, юродивых, Вход Господень в Иерусалим, День Святой Троицы                                                                     | Цвет животворения и вечной жизни | Зелёный цвет имеет мантия патриарха |
| Тёмно-красный, тёмно-зелёный, тёмно-синий, фиолетовый, чёрный | Великий пост | Цвет поста и покаяния | Чёрный употребляется преимущественно в дни Великого поста, в воскресные и праздничные дни которого допускается употребление облачений с золотой или цветной отделкой. Черный цвет имеют мантии епископов, архиепископов, митрополитов и патриарха в Великий пост |
| Тёмно-красный, бордовый, багряный                             | Великий Четверг | «И взяв чашу и благодарив, подал им и сказал: пейте из нея все; ибо сие есть кровь Моя Нового завета, за многих изливаемая во оставление грехов» (Мф. 26:27-28) | Используется тёмно-красный цвет, чтобы он не выглядел как пасхальный, на Страстной неделе |

В древности Православная церковь не употребляла чёрные богослужебные облачения, хотя повседневные одежды духовенства (особенно — монашества) имели чёрный цвет. По Уставу в Великий пост облачались в «багряны ризы» то есть в облачения тёмно-красного цвета. Впервые в России петербургскому духовенству официально было предложено облачиться по возможности в чёрные облачения в 1730 году для участия в похоронах Петра II. Так черные облачения вошли в обиход погребальных и великопостных служб. Однако традиционно при погребении и заупокойных службах используются облачения белого цвета, символизирующего уготованные праведникам в Царствии Небесном белые ризы Божественного света.

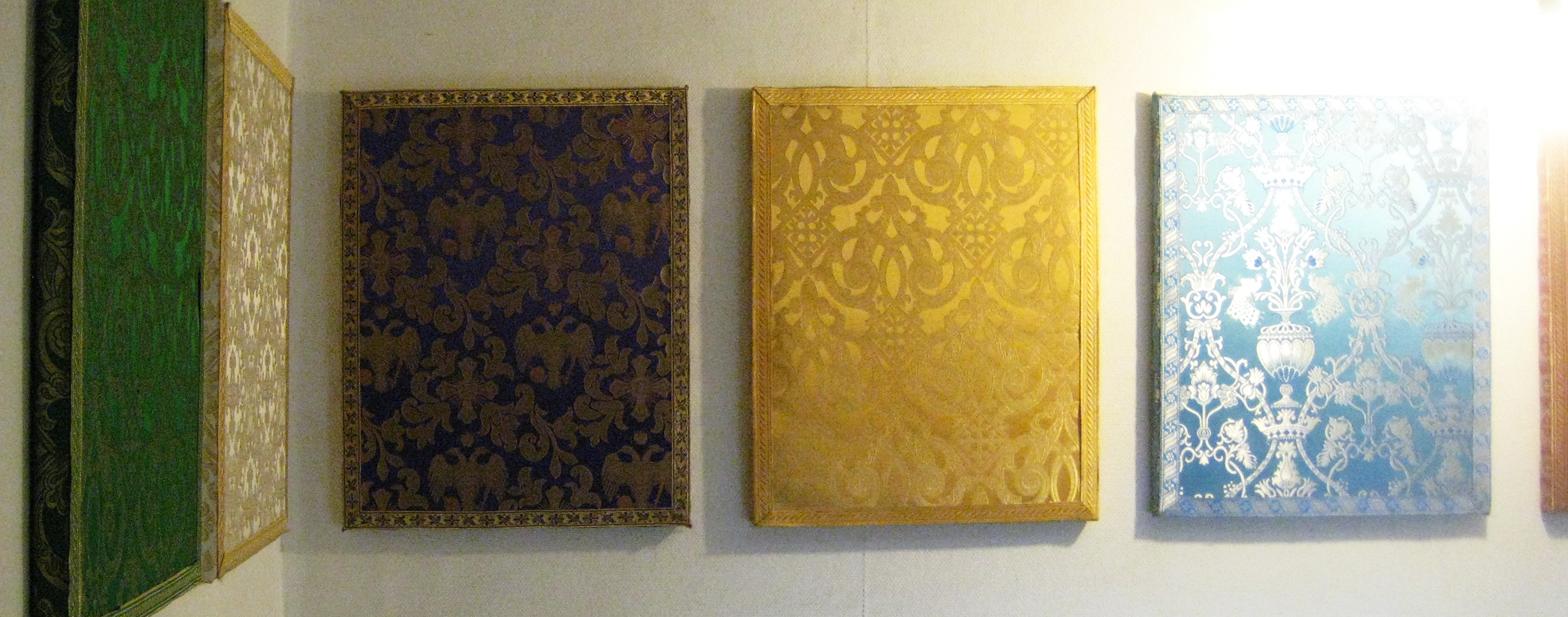
Образцы текстиля в церковной лавке

Оранжевый цвет, хоть и часто встречается в церковных облачениях, однако не имеет своего места в каноне. Если его оттенок ближе к жёлтому (золотой цвет часто может давать оранжевый отлив), то он воспринимается и используется как жёлтый, а если в нём преобладает красная гамма, то его относят к красному.
Необходимо подчеркнуть, что вышеизложенное сочетание определённых праздников и определённых цветов облачений изложено в соответствии с обычаями Русской Православной церкви. Обычаи других Поместных Церквей могут не совпадать с вышеизложенными.
В современной РПЦ имеется тенденция отказа от использования чёрного цвета и замена его фиолетовым более тёмного оттенка, чем те, что используются традиционно для богослужений суббот и воскресений Великого поста.